# Salvestro de' Medicis
Salvestro de' Medici ou encore Salvestro di Alamanno de' Medici (Florence, v. 1331 - 1388) fut un gonfalonier, prévôt et politicien de la république de Florence.

## Histoire
Salvestro de' Medicis était un membre de la classe patricienne et un adversaire de la faction de la noblesse Guelfe, appliquant une politique visant à exclure les guildes de classe inférieure, par des « mise en garde ».
Salvestro de' Medicis a commencé sa carrière politique en 1358 comme membre des prieurs des Arts, puis adoubé chevalier en 1351, Capitaine du peuple à Pistoia en 1360 et en 1381.
Salvestro de' Medicis a été nommé gonfalonier pendant l'été de 1378 et a poursuivi une politique anti-Guelfe, ravivant les lois qui imposaient des restrictions à la noblesse, réduisant la puissance des « Capitani di Parte » et rappelant les « ammoniti » (ceux qui avaient été mis en garde).
Ces lois ont suscité une forte opposition de la part des nobles (popolo grasso). Cette opposition leur a attiré des menaces et des agressions comme l'incendie de leurs maisons lors de l'insurrection des Ciompi, des cardeurs, ouvriers du textile les plus pauvres de l'industrie textile à Florence non représentés par une guilde.
Le 21 juillet 1378, sur la place de la Seigneurie de Florence, les Ciompi tenant le gouvernement de Florence adoubent Salvestro de Médicis et 63 autres citoyens et les faisant, « chevalier du « popolo minuto » (« du petit peuple »).
Le Gonfalonier de la Justice nouvellement désigné Michele di Lando,lui accorde le droit de percevoir un pourcentage sur les taxes sur les boutiques du Ponte Vecchio, ce privilège fut rapidement annulé quand les Ciompi soupçonnèrent Michele di Lando de favoriser la moyenne bourgeoisie.
Salvestro dé Médicis a été un homme clé lors de la contre - révolte, quand le « popolo grasso » (noblesse citadine) s'est allié avec la bourgeoisie du « popolo minuto » contre les Ciompi, victimes de divisions et luttes intestines. Contestant Michele di Lando et restés sans alliés, ils étaient défaits en 1382, leur corporation dissoute et un grand nombre dut quitter Florence.
Salvestro lors de cette période est un des hommes qui détient le plus grand pouvoir. Il est accusé de tyrannie et doit s'exiler en 1382 quand la faction Guelfe des Albizzi prend le pouvoir.
Il a épousé Bartolomea Altoviti et a eu six fils.
Salvestro était un cousin de Giovanni de Médicis, dit Giovanni di Bicci (1360-1429), fondateur de la dynastie des Médicis.

## Sources
- (it) Cet article est partiellement ou en totalité issu de l’article de Wikipédia en italien intitulé « Salvestro de' Medici » (voir la liste des auteurs).